# ميكيل بالنزياغا
ميكيل بالنزياغا (بالإسبانية: Mikel Balenziaga)، من مواليد 29 فبراير 1988 في زوماراغا في إسبانيا، لاعب كرة قدم إسباني.
بدأ مسيرته الكروية في الدرجة الأولى من الليغا الإسـبانيّة مع نادي أثلتك بلباو في عام 2009، وهو يلعب لهم حتى الآن ويشغل مركز مدافع أيسـر.

## روابط خارجية
- ميكيل بالنزياغا على موقع الاتحاد الأوربي (الإنجليزية)
- ميكيل بالنزياغا على موقع إي إس بي إن إف سي (الإنجليزية)
- ميكيل بالنزياغا على موقع قاعدة بيانات كرة القدم.إي يو (الإنجليزية)
- ميكيل بالنزياغا على موقع Soccerbase.com (لاعب) (الإنجليزية)
- ميكيل بالنزياغا على موقع Soccerway.com (الإنجليزية)
- ميكيل بالنزياغا على موقع عالم كرة القدم.نت (الإنجليزية)
- ميكيل بالنزياغا على موقع AS.com (الإسبانية)